# Распад империи Афшаридов
Распад империи Афшаридов — падение государства, построенного персидским завоевателем Надир-шахом Афшаром.

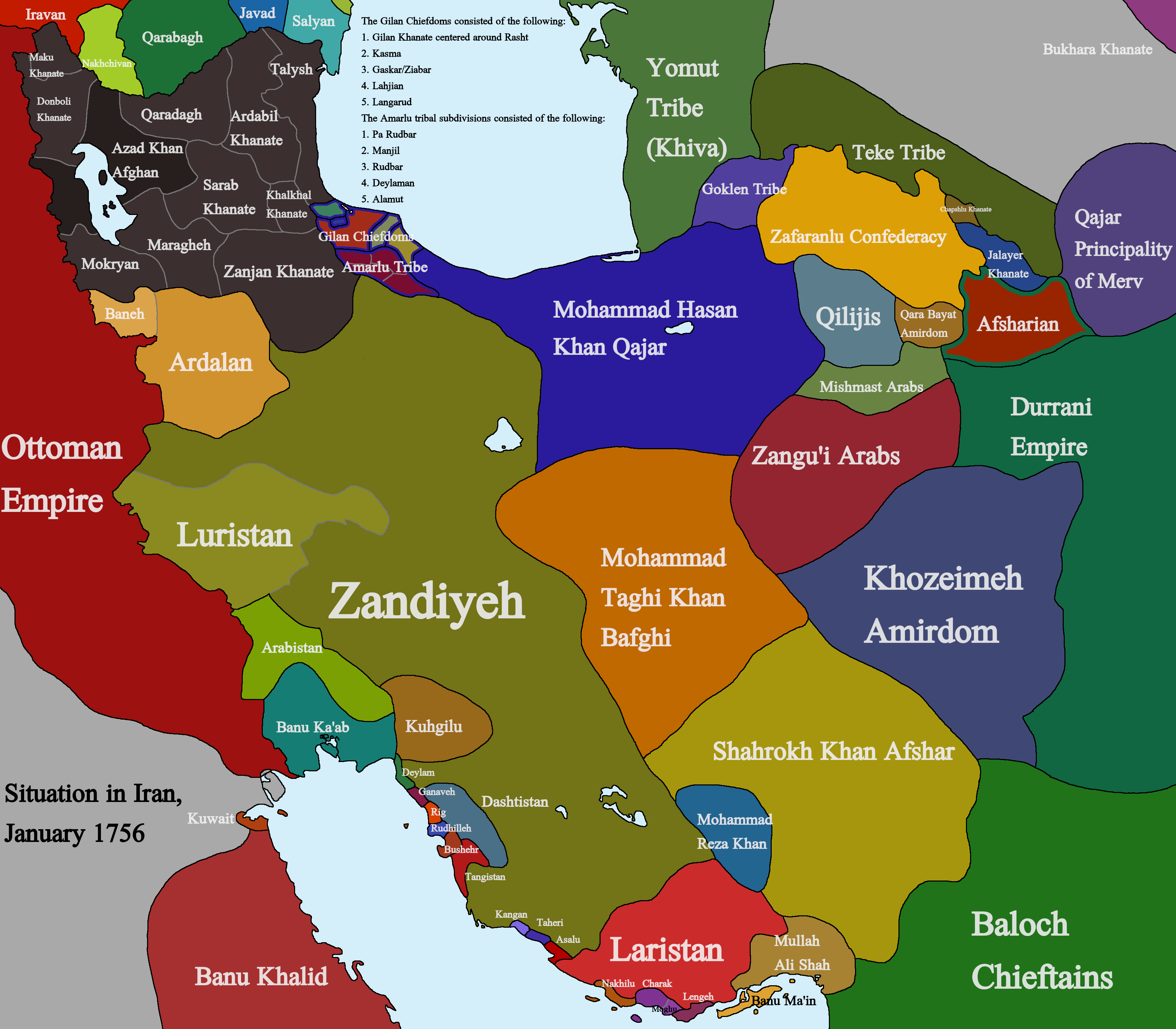
Карта Ирана после января 1756

После убийства Надир-шаха в 1747 году, его племянник Али-Кули (который, возможно, был причастен к заговору с целью убийства) захватил трон и провозгласил себя Адил-шахом (в переводе: Справедливый король). Он приказал казнить всех сыновей и внуков Надира, за исключительно 13-летнего Шахроха.
Между тем, бывший казначей Надира, Ахмад-шах Абдали, объявил о независимости своей новой империи Дуррани. В процессе восточные территории были потеряны и в будущем станут частью Афганистана, государства-правопреемника империи Дуррани.
Османы вернули утраченные территории в Восточной Анатолии и Месопотамии.
Иная судьба постигла северные территории, наиболее неотъемлемые районы Ирана. Ираклий II и Теймураз II, которые в 1744 году были назначены царями Кахети и Картли соответственно Надиром за их верную службу, воспользовались нестабильностью и объявили де-факто независимость. Ираклий II взял на себя управление Картли после смерти Теймураза II, таким образом объединив их в Картли-Кахети, став первым грузинским правителем за три века, который руководил политически единой Восточной Грузией. Из-за неожиданного поворота событий в Иране он оставался де-факто независимым в течение периода династии Зенд. При следующей династии Каджаров Ирану удалось восстановить иранский сюзеренитет над грузинскими регионами до тех пор, пока они не были безвозвратно потеряны в ходе XIX века в пользу соседней России.
Тем временем Азад-хан Афган (который был членом армии Надир-шаха и участвовал в Индийской кампании) подчинил земли между рекой Аракс и озером Урмия к 1750 году. Позже Азад-хан захватил Исфахан и оккупировал Шираз, прежде чем к 1758 году уступил все свои территории Карим-хану. Племена Бахтиари и Занд вернулись на свою родину и поссорились с соседними военачальниками из-за контроля над Западным Ираном. Между тем, Апшеронский полуостров и ограждение территории попали под контролем Бакинского ханства, владения в Дагестане также оставались независимыми после проигрыша Надира в дагестанской кампании.
Восточная Грузия и прочие земли вновь были включены в состав Ирана, но в конечном итоге навсегда утеряны в течение XIX века в результате двух русско-персидских войн.
Некоторые арабские шейхи на побережье Ирана воспользовались отсутствием контроля со стороны центральной части страны, чтобы выбрать свою независимость. Наиболее заметными претендентами были Мир Муханна из Бандар-Рига, Шейх Насер I из Бандар-Бушера, Абдол Шейх из Бану Майн из Кешмы и Ормуза и арабы Хувала, контролирующие куски Бандар-Кангана до Бандар-Ленге.
Наконец, Оман и Узбекские ханства Бухары и Хивы восстановили независимость.
Династия Афшаридов продолжала жить в некоторых частях Хорасана со столицей в Мешхеде. Когда империя Зендов быстро расширилась, Карим-хан позволил Афшаридам продолжить правление в Хорасане, выказывая своё уважение к Надир-шаху. В конечном итоге они был сняты после восхождения Каджаров на престол.

## Список государств-преемников Империи Афшаридов
- Империя зендов
- Империя Дуррани
- Картли-Хакетское царство
- Азербайджанские ханства
- Гиланское ханство
- Бахтияри
- Империя Сефевидов
- Ханство Меймане
- Хозеймех Амирдом
- Ханство Нишапур